# Abbaye de Boulancourt
À ne pas confondre avec l'abbaye du Lieu-des-Dames de Boulancourt, également cistercienne, mais féminine et située à proximité de celle-ci.
L’abbaye de Boulancourt (Bullencuria) est une ancienne abbaye cistercienne située sur la commune de Longeville-sur-la-Laines dans le département de la Haute-Marne, région Champagne-Ardenne.

## Histoire
L’abbaye a été fondée en 1095 par l'ordre de Saint-Benoît. Elle rejoint l'ordre cistercien en 1150, comme fille de l’abbaye de Clairvaux. Elle compte jusqu'à 200 moines au XIIIe siècle, époque de sa prospérité. Pendant la guerre de Cent Ans, l'abbaye reste 22 ans inhabitée durant la seconde moitié du XIVe siècle. À partir de 1615, il n'y a plus d'abbé régulier. Les abbés commendataires qui prennent la suite, sont à l'origine du déclin de l'abbaye. En 1617 l'abbaye ne compte plus que 7 religieux. Les guerres de Religion la ruinent.  À la Révolution, l'abbaye est vendue comme bien national en 1791. Elle a été ensuite entièrement détruite à l'exception de la maison de l'abbé qui est devenue une habitation privée.

## Filiation et dépendances
Boulancourt est fille de l'abbaye de Clairvaux

## Personnalités
Le moine Goswin, profès de Clairvaux mourut à Boulancourt en 1203, il a retracé la vie de Asceline, prieure du Lieu-les-Dames, a laissé un livre de miracles. Il reposait en un sarcophage près du maître autel, en 1534, l'abbé Nicolas fit ériger un autel en bois sur ce sarcophage auquel avait été ajoutés les restes de Asceline et Emeline. Goswin y était qualifié se saint,.

## Liste des abbés
- 1120, 1129 : Raoul
- 1129 : Rogier
- 1141 : Martin
- 1145, 1148 : Gérard
- 1152 : Thierry
- 1152, 1153 : Raoul
- 1153, 1155 : Gérard
- 1155, 1157 : Raoul
- 1148-1162 : Robert.
- 1168 : Odelins
- 1178, 1182 : Thierry
- 1186, 1187 : Milon
- 1193 : N.
- 1198 : Léon
- 1200 : Jean
- 1200 : Bernard
- 1203, 1208 : Evrard
- 1215 : Robert
- 1217, 1221 : Thomas
- 1223, 1229 : Thibaut, cousin d'Olivier, seigneur de Drosnay.
- 1240 : R.
- 1247-1266 : Henri
- 1301 : Sévère
- 1304 : Jacques
- 1338 : Hugues
- 1344 : Hugues
- 1347 : Albéric ou Aubry
- 1350 : Jean
- 1390 : Jean
- Matthieu prête serment d'obéissance à Etienne de Givry, évêque de Troyes, du 20 octobre 1395, au 26 avril 1426.
- Jean de Giffaumont prête serment d'obéissance à Jean Lesguisé, évêque de Troyes de 1426 à 1448.
- 1448 : Jean de Moncets
- 1453 : Jean Meulet
- Oger (Ogerius de Seranca)
- 1463, 1469 : Drouin d'Autun
- 1479 : Jean de Fléguières
- 1481, 1502 : Jean de Jeuden
- 1511, 1512 : Pierre Picard
- 1512-1554 : Nicole Picard de Hampigny
- Guillaume de l'Aubespine
- 1549, 1568 : Elion d'Amoncourt
- 1575 : Dom Robert de Saint-Claude, sieur de Sautour, abbé commendataire.
- 1596, 1601 : Dom Honoré Marlot, abbé commendataire.
- Dom Claude de la Monstre, abbé commendataire.
- 1604-1615 : Etienne de Vienne. Tous ses successeurs sont abbés commendataires.
- 1616, 1629 : Ferry de Choiseul du Plessis-Praslain
- 1630-1662 : Gilbert de Choiseul du Plessis-Praslin, frère du précédent.
- 1662, 1700 : François Malet de Graville de Drubec, neveu du précédent.
- 1701-1725 : Jean de Catellan
- 1725-1748 : Jean-Marie de Catellan, neveu du précédent.
- 1748-11 : Nicolas Regnauld
- 1761-1791 : Jean-Antoine de Castellane Saint-Maurice, dernier abbé.

Source